# Flyv, fugl! Flyv over Furesøens vove!
Flyv, fugl! Flyv over Furesøens vove! er et digt af Christian Winther.
Det er kaldt "hans måske mest berømte og citerede digt".
Johan Peter Emilius Hartmann komponerede en melodi til digtet. 

## Musik
Musikforeningen havde i februar 1837 udskrevet en konkurrence om melodi til et udvalg af seks danske digte. 
Selv om ingen vandt prisen, valgte foreningen dog at udgive ni af sangene under titlen Melodier til danske Sange med Accompagnement for Pianoforte af Hartmann, H.M. Hansen, E. Helsted, H. Rung og Gebauer i 1838. 
Iblandt de ni var Hartmanns komposition til Flyv, fugl! Flyv som han havde skrevet i perioden maj til august 1837.
Det er anset som et af hans kendteste værker.

## Indspilninger og udgivelser
Gottfried Moses Ruben forestod tidlige fonograf-indspilninger af sangen. 
Det var i København den 31. maj 1894 med kammersanger Niels Juel Simonsen, der sang første og sidste (femte) strofe.
Optagelserne er nu digitaliseret og tilgængelige i Statsbibliotekets Ruben-samling.
Senere har  blandt andre også Aksel Schiøtz (8. juni 1940) og Claus Lembek indsunget sangen.
Udover Melodier til danske Sange... findes tekst og noder i Danmarks Melodibog og Sangbogen 2 fra Edition Wilhelm Hansen.
Digtets tekst er også antologiseret i bindet Dansk Lyrik i serien Gyldendals Bibliotek.